# Verchaix
Verchaix est une commune française située dans le département de la Haute-Savoie, en région Auvergne-Rhône-Alpes.

## Géographie
Village familial savoyard fleuri, placé sur le versant ensoleillé en rive droite de la vallée du Giffre (il est perché sur un petit plateau à 788 m d'altitude), Verchaix est à proximité des grands axes touristiques alpestres : Annecy à 60 km, Genève à 50 km et Cluses à 18 km.

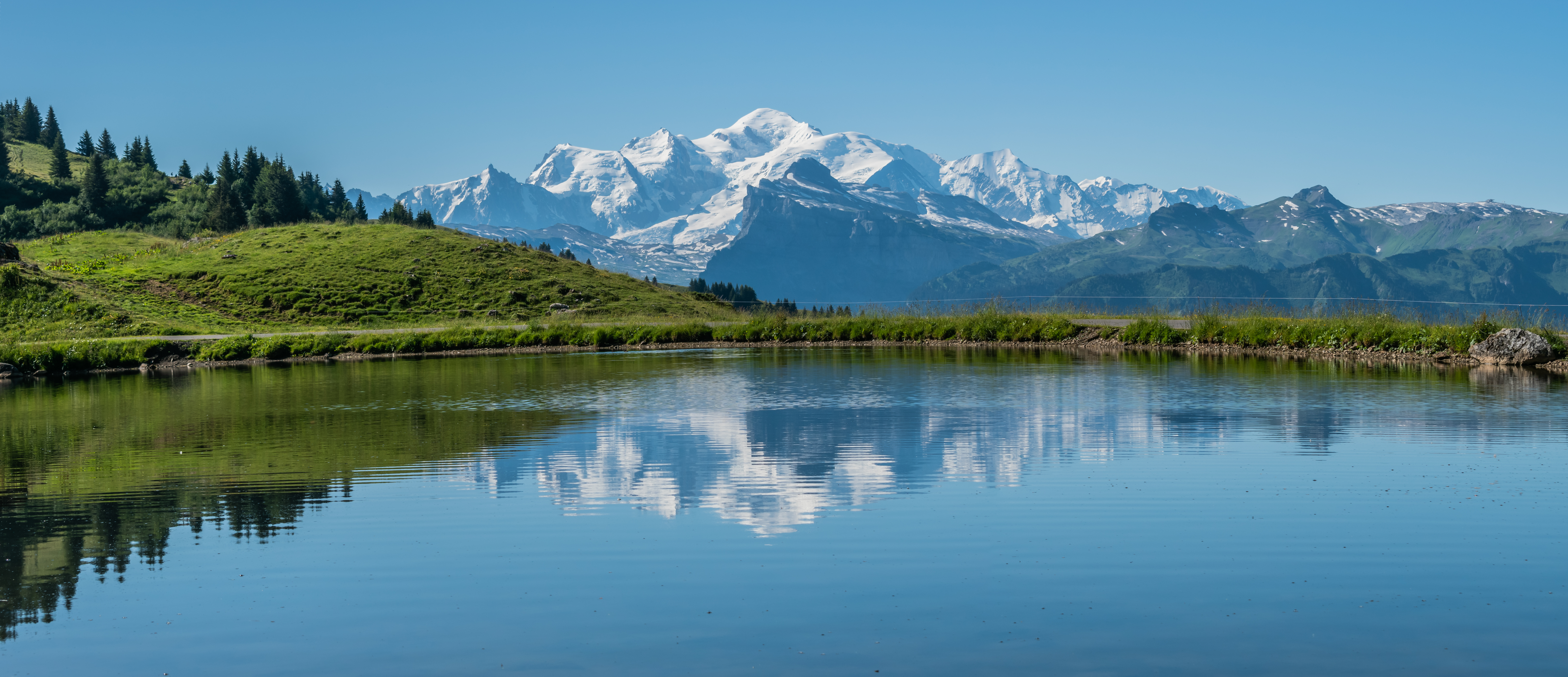
Le massif du Mont-Blanc depuis le lac de Joux Plane à Verchaix. Juillet 2020.

## Urbanisme

### Typologie
Au 1er janvier 2024, Verchaix est catégorisée commune rurale à habitat dispersé, selon la nouvelle grille communale de densité à sept niveaux définie par l'Insee en 2022.
Elle appartient à l'unité urbaine de Samoëns, une agglomération intra-départementale regroupant trois  communes, dont elle est une commune de la banlieue,,. La commune est en outre hors attraction des villes,.

### Occupation des sols
L'occupation des sols de la commune, telle qu'elle ressort de la base de données européenne d’occupation biophysique des sols Corine Land Cover (CLC), est marquée par l'importance des forêts et milieux semi-naturels (89,9 % en 2018), en diminution par rapport à 1990 (94 %). La répartition détaillée en 2018 est la suivante : 
forêts (61,6 %), milieux à végétation arbustive et/ou herbacée (27,4 %), zones urbanisées (5 %), zones agricoles hétérogènes (3,4 %), terres arables (1,7 %), espaces ouverts, sans ou avec peu de végétation (0,9 %), espaces verts artificialisés, non agricoles (0,1 %).
L'IGN met par ailleurs à disposition un outil en ligne permettant de comparer l’évolution dans le temps de l’occupation des sols de la commune (ou de territoires à des échelles différentes). Plusieurs époques sont accessibles sous forme de cartes ou photos aériennes : la carte de Cassini (XVIIIe siècle), la carte d'état-major (1820-1866) et la période actuelle (1950 à aujourd'hui).

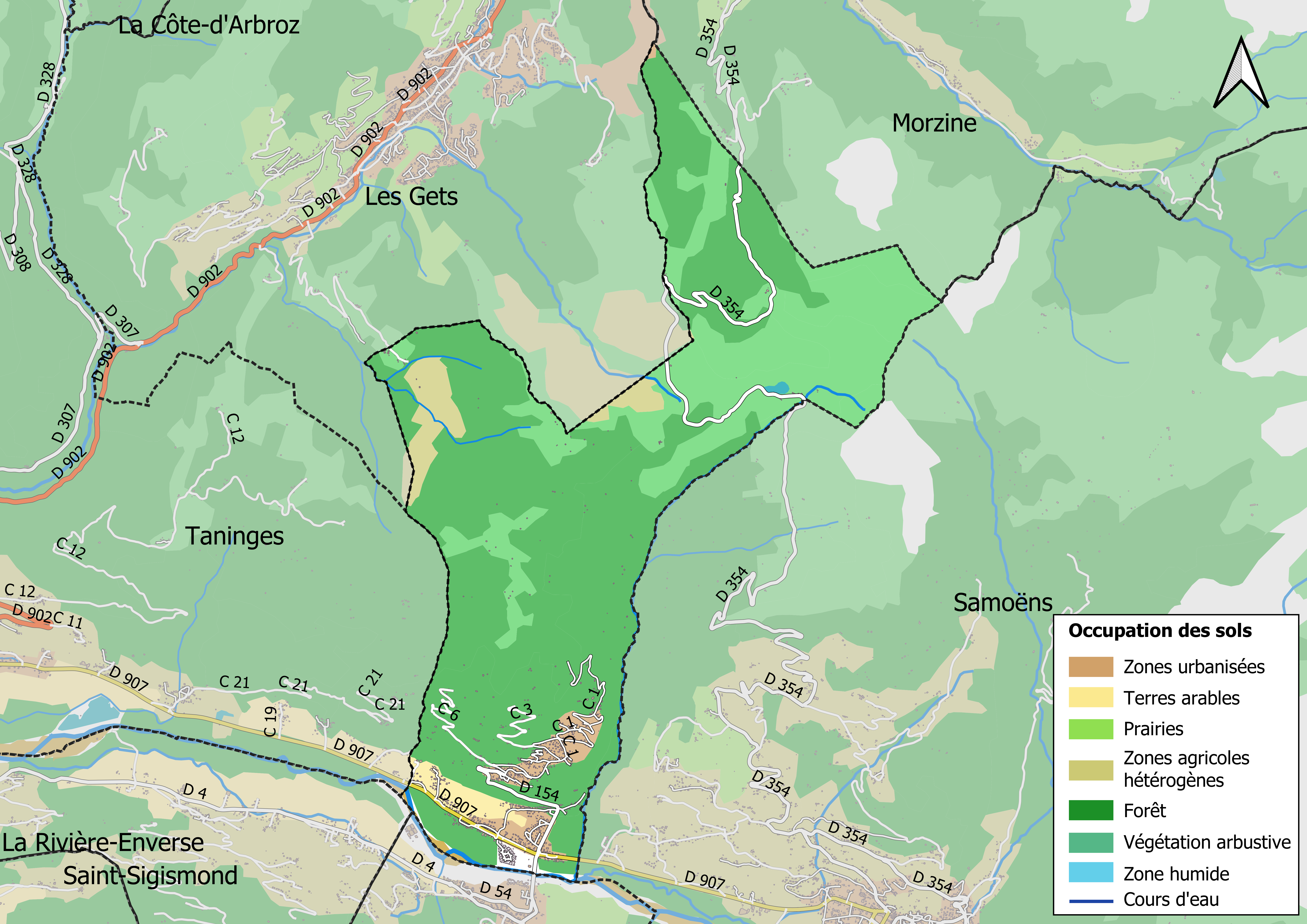
Carte des infrastructures et de l'occupation des sols en 2018 (CLC) de la commune.
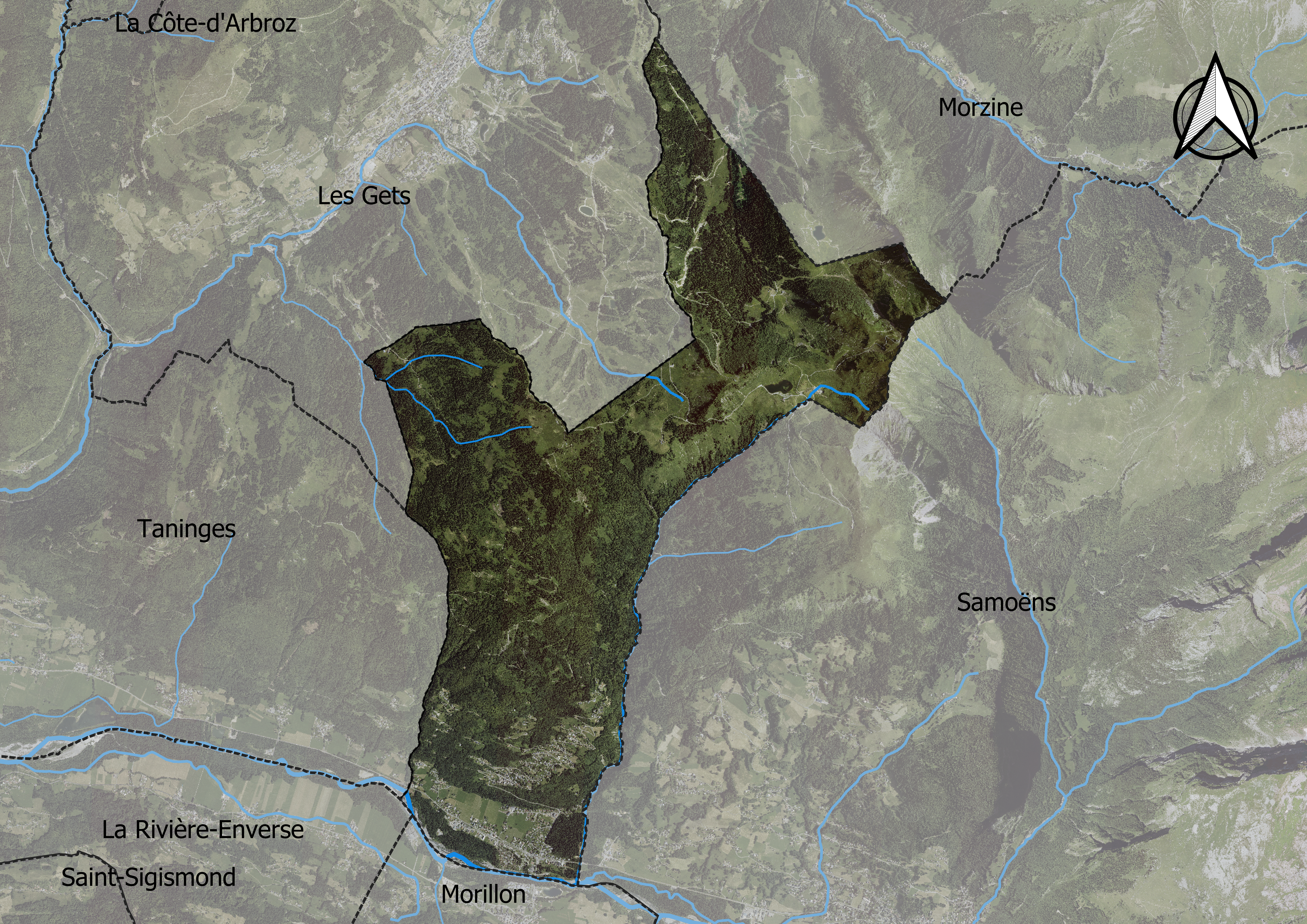
Carte orthophotogrammétrique de la commune.

## Toponymie
Le nom est dérivé de la « hotte » permettant de monter du bas vers le haut la terre des terrains.
En francoprovençal, le nom de la commune s'écrit Varshé, selon la graphie de Conflans.

## Histoire
La présence de vignobles semble expliquer le nom de Verchaix car les vignerons montaient vers les chais pour ranger leurs outils.
En 1629, la peste ravage la région.
Entre 1690 à 1696, le  duché de Savoie est occupé par les armées françaises de Louis XIV.
Verchaix obtient son autonomie par rapport à Samoëns en 1779 en fondant sa paroisse.
Entre 1743 à 1748, le duché de Savoie est occupé par les armées espagnoles de Philippe V.
Pendant la Révolution française, les troupes révolutionnaires envahissent la Savoie en 1792 et la constitue 84e département français sous le nom de département du Mont-Blanc.
En 1815, le duché de Savoie, est réintégré dans les États de Savoie.
En 1860, la Savoie est rattachée à la France à la suite d'un référendum, suite au vote du 22/23 avril de la même année.
Le 13 mai 1865, le  village devient une commune distincte de Samoëns, c'est alors que ses limites sont fixées.

## Politique et administration
| Période                                  | Période                     | Identité        | Étiquette | Qualité   |
| ---------------------------------------- | --------------------------- | --------------- | --------- | --------- |
| Les données manquantes sont à compléter. |                             |                 |           |           |
| avant 1988                               | ?                           | Régis Buchs     |           |           |
| mars 2001                                | mars 2008                   | Yvon Denambride |           | garagiste |
| mars 2008                                | mars 2014                   | Gérald Roullet  |           |           |
| mars 2014                                | En cours (au 30 avril 2014) | Joël Vaudey     |           |           |

## Démographie
Les habitants de la commune sont appelés les Lhottis (terme dérivé de la lhotte qui servait à ramasser les raisins ou à remonter la terre du bas des champs vers leurs sommets).
L'évolution du nombre d'habitants est connue à travers les recensements de la population effectués dans la commune depuis 1866. Pour les communes de moins de 10 000 habitants, une enquête de recensement portant sur toute la population est réalisée tous les cinq ans, les populations de référence des années intermédiaires étant quant à elles estimées par interpolation ou extrapolation. Pour la commune, le premier recensement exhaustif entrant dans le cadre du nouveau dispositif a été réalisé en 2006.

En 2022, la commune comptait 794 habitants, en évolution de +7,73 % par rapport à 2016 (Haute-Savoie : +6,01 %, France hors Mayotte : +2,11 %).
| 1866 | 1872 | 1876 | 1881 | 1886 | 1891 | 1896 | 1901 | 1906 |
| ---- | ---- | ---- | ---- | ---- | ---- | ---- | ---- | ---- |
| 438  | 414  | 436  | 438  | 405  | 419  | 379  | 339  | 335  |

| 1911 | 1921 | 1926 | 1931 | 1936 | 1946 | 1954 | 1962 | 1968 |
| ---- | ---- | ---- | ---- | ---- | ---- | ---- | ---- | ---- |
| 316  | 286  | 271  | 236  | 211  | 212  | 188  | 218  | 215  |

| 1975 | 1982 | 1990 | 1999 | 2006 | 2011 | 2016 | 2021 | 2022 |
| ---- | ---- | ---- | ---- | ---- | ---- | ---- | ---- | ---- |
| 219  | 296  | 391  | 558  | 636  | 668  | 737  | 780  | 794  |

## Culture locale et patrimoine

### Lieux et monuments
- Église dédiée à saint Guérin du XVIIIe siècle.
- Château de Graverruaz (attesté 1300)
- Oratoires, dont celui de Cossin du XVIIIe siècle ; la chapelle de Jacquicourt, but de randonnées et point de vue.

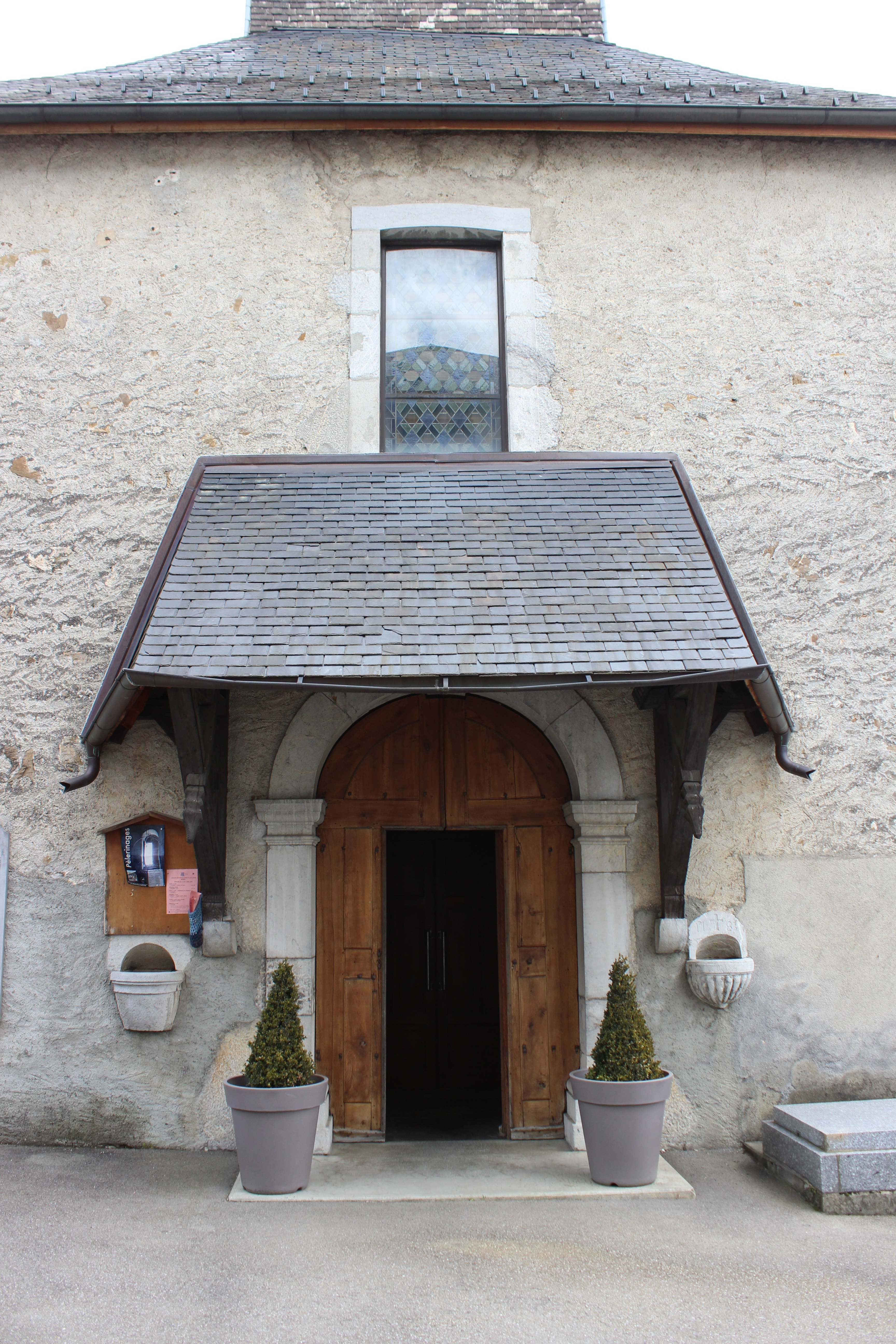
Entrée de l'église.
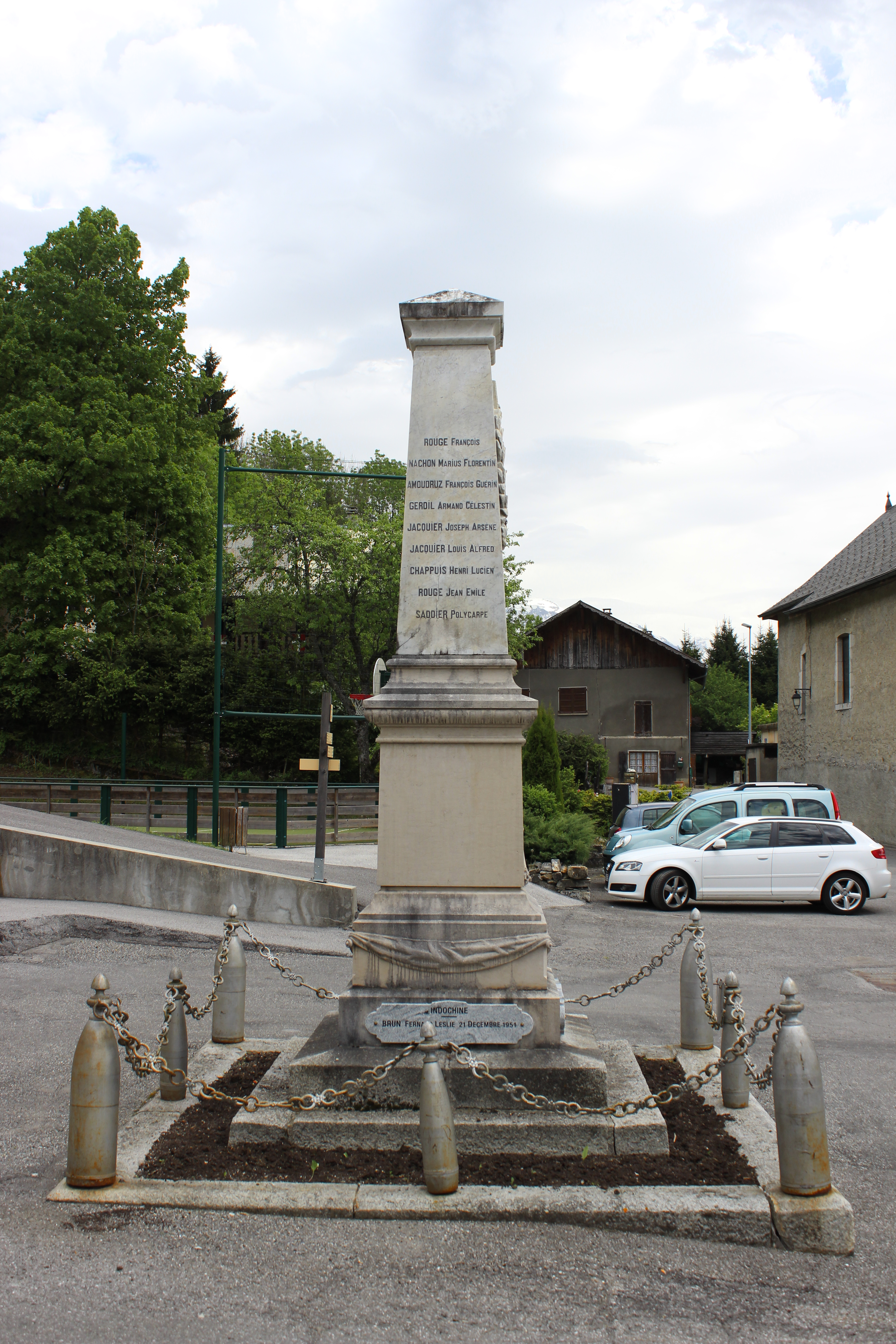
Monument aux morts.
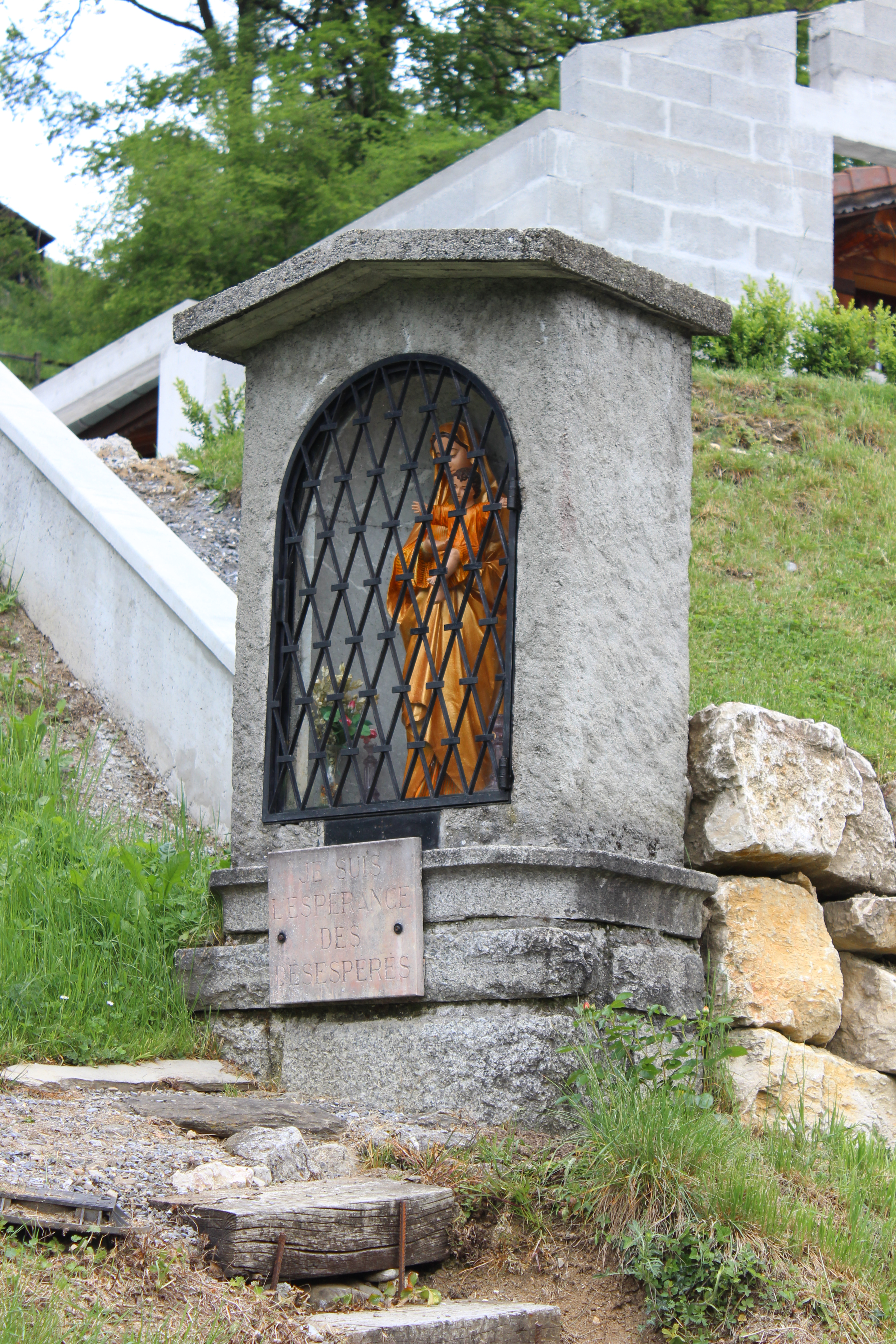
Oratoire.
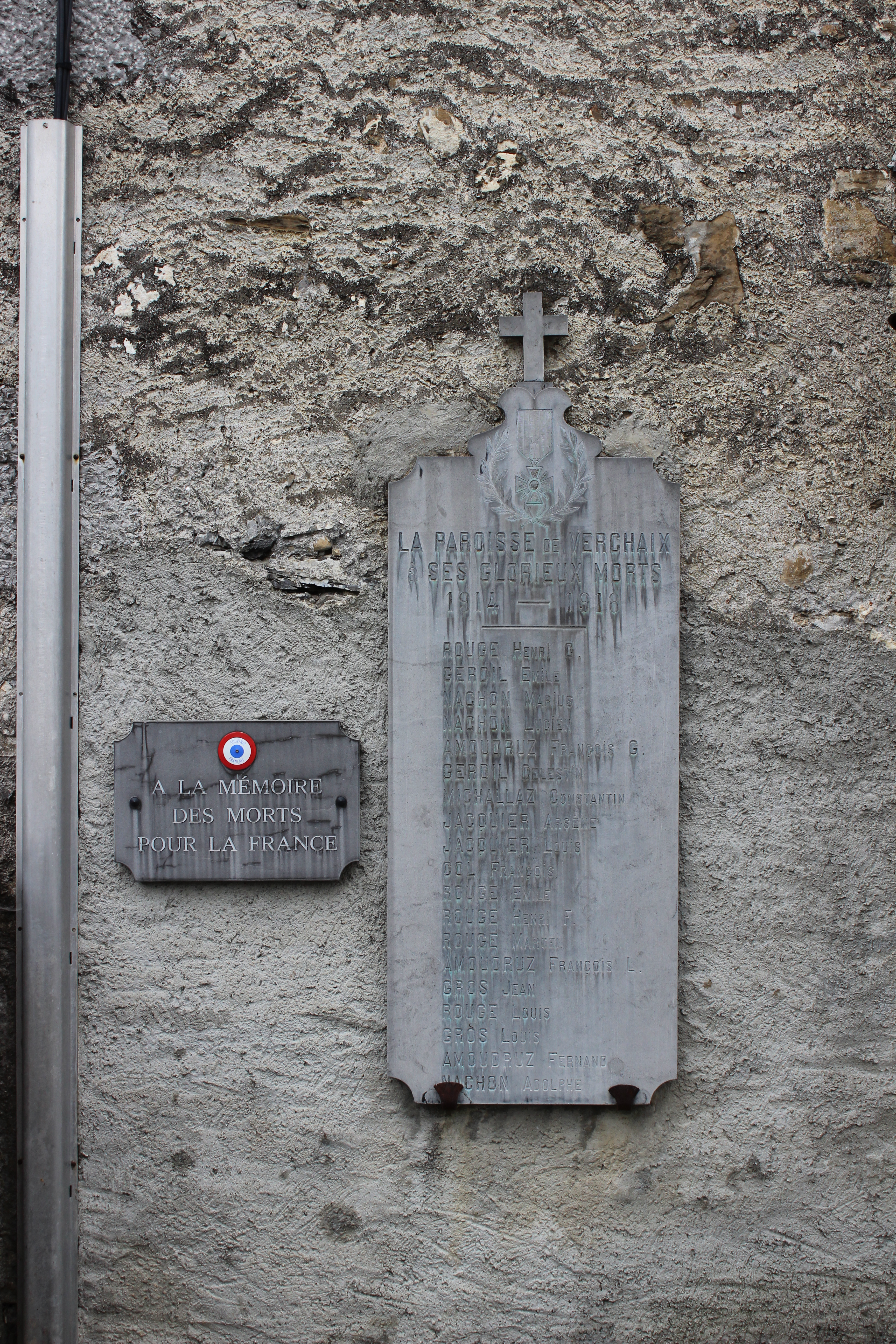
Plaque morts pour la France.

### Espaces verts et fleurissement

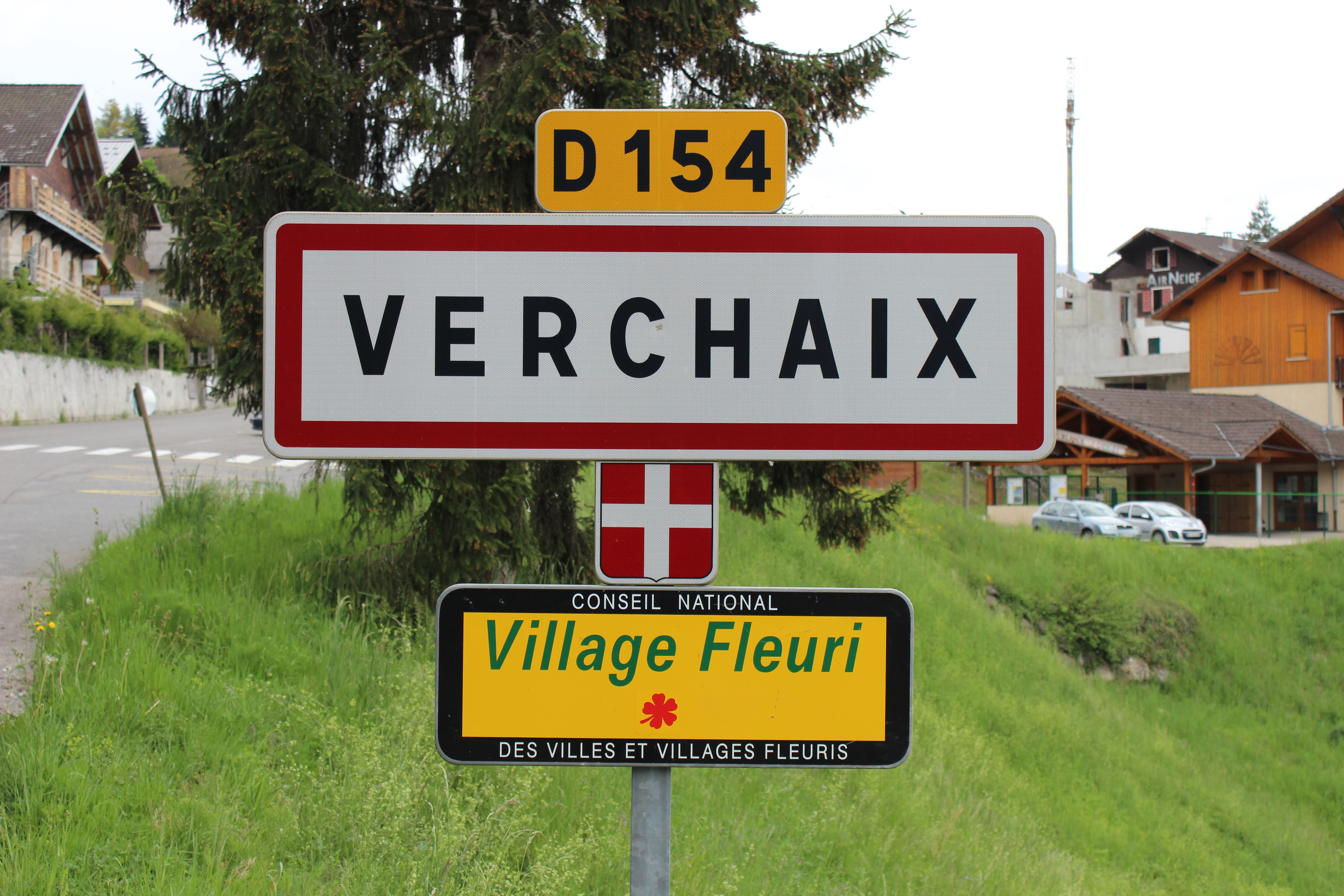
Panneaux d'entrée de Verchaix.

En 2014, la commune de Verchaix bénéficie du label « ville fleurie » avec « une fleur » attribuée par le Conseil national des villes et villages fleuris de France au concours des villes et villages fleuris.

### Héraldique
| Armes de Verchaix | Les armes de Verchaix se blasonnent ainsi : Parti ; au premier d'azur à une hotte d'or, au second d'argent à un sapin de sinople terrassé du même, le tout sommé d'un chef palé d'or et de gueules. |

### Prises de vues de la commune

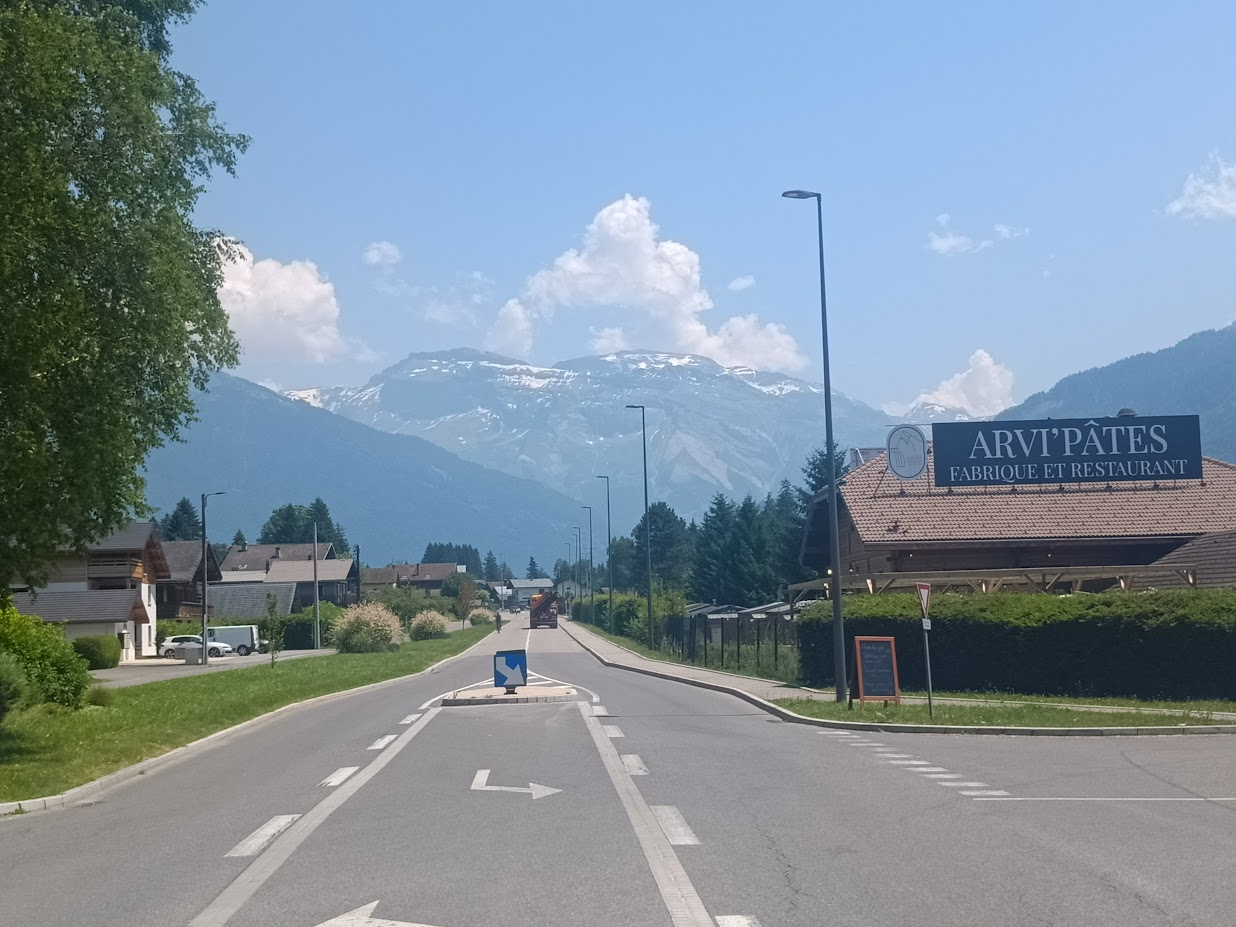
Vue de Verchaix depuis la route de Taninges (à droite l'entreprise Arvi'Pâtes, les Alpes en arrière-plan)
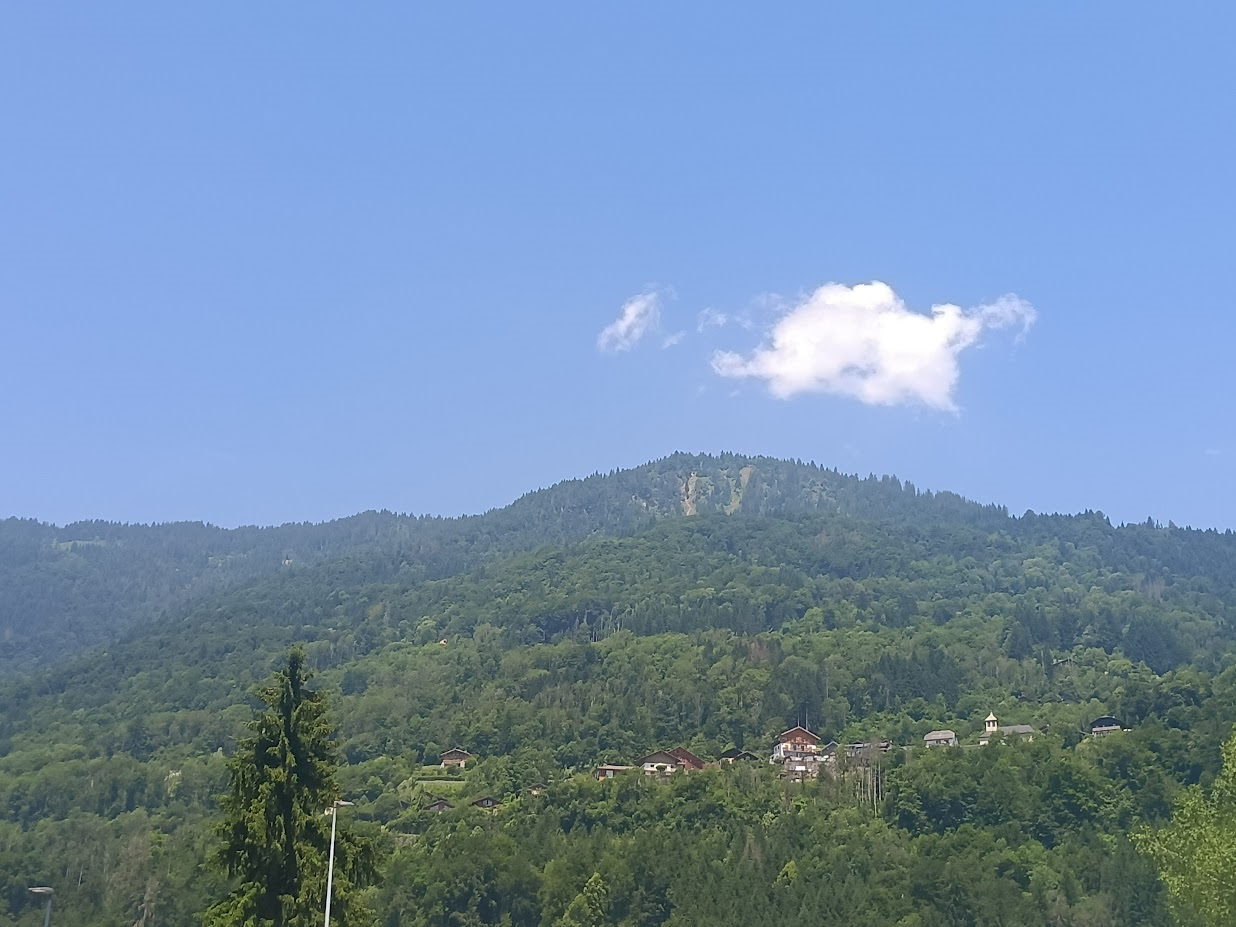
Vue depuis la route de Taninges de la montagne surplombant le centre de Verchaix

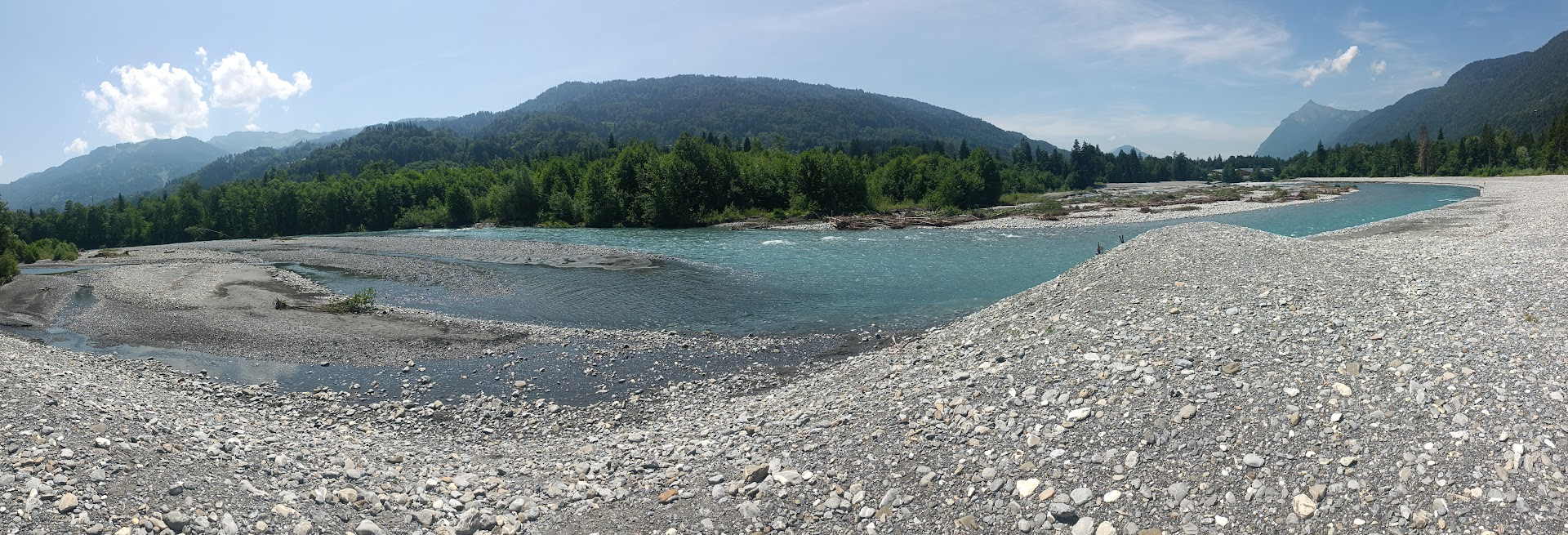
Panorama du Giffre depuis la rive côté Verchaix